# John Willinsky

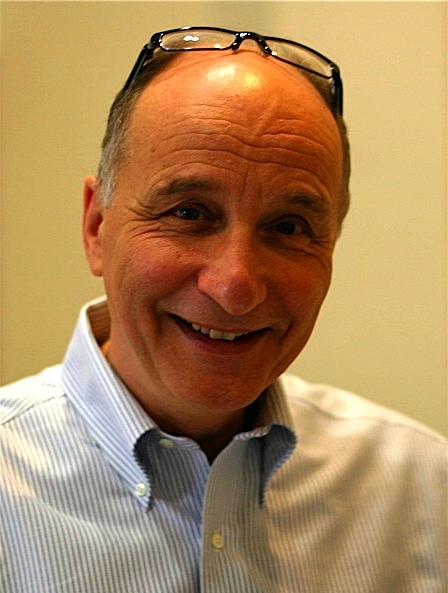
John_Willinsky (2007)

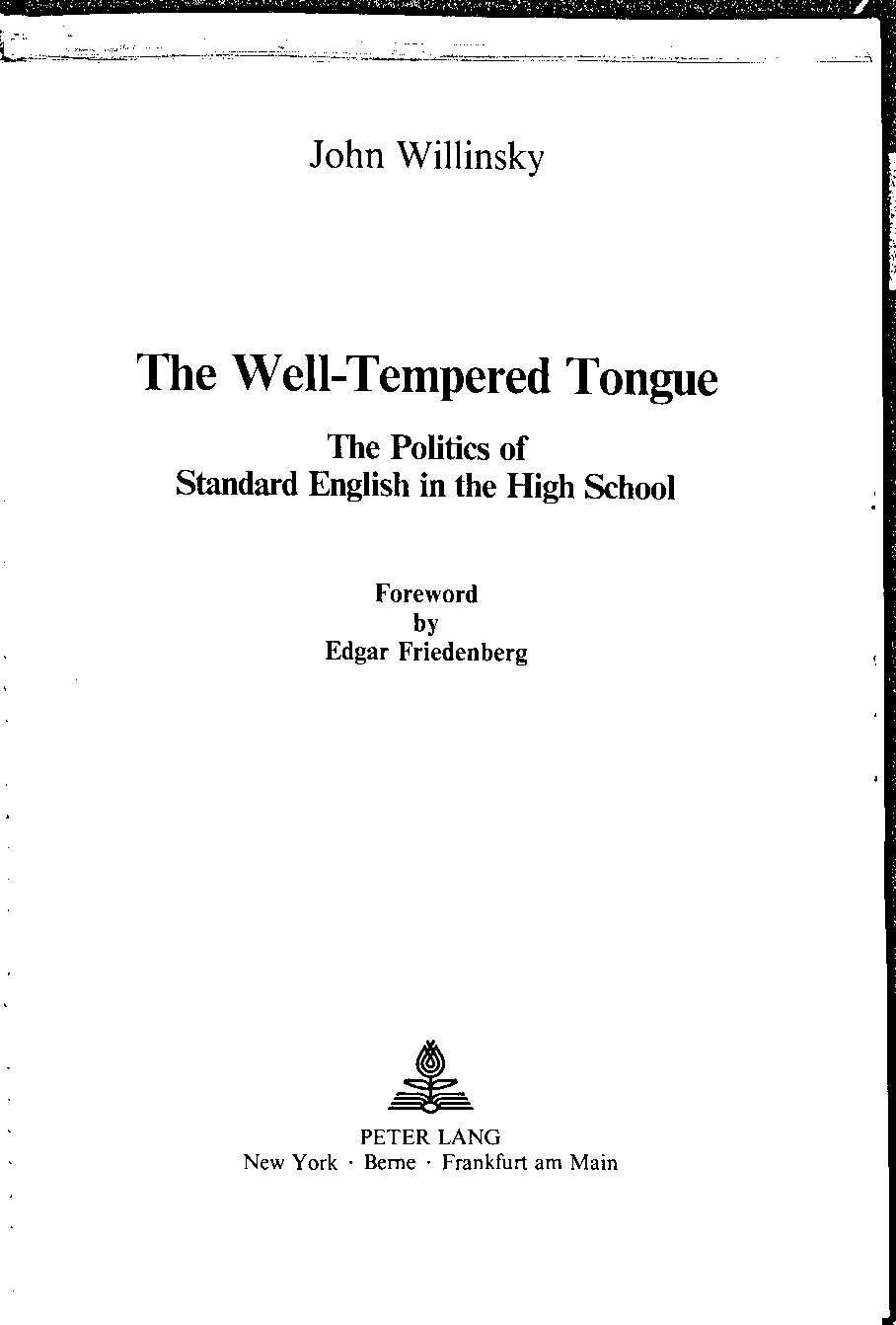
The well-tempered tongue (1984)

John Willinsky (geboren 1950 in Toronto) ist ein kanadischer Sozialwissenschaftler.

## Leben
John Willinsky studierte an der Laurentian University (B.A.) und an der University of Toronto (M.A.). Er wurde in Sociology of Education an der Dalhousie University promoviert. Er arbeitete zunächst zehn Jahre als Lehrer in Ontario und wurde dann Associate Professor für Pädagogik an der University of Calgary und danach im Department of Language and Literacy Education der  University of British Columbia (UBC). Dort schuf er 1998 das Public Knowledge Project, in dem Software für die Verbreitung von Wissen erstellt wird. Willinsky ist seither eine Führungsfigur in der Open-Access-Bewegung.
Im Jahr 2007 erhielt Willinsky einen Ruf an die Stanford University, USA. Zusätzlich leitet er weiterhin an der Simon Fraser University das Public Knowledge Project. Willinsky gründete 2007 die online-Zeitschrift Open Medicine die 2014 wegen ausbleibender öffentlicher Subventionen eingestellt wurde. 
Er ist Fellow der Royal Society of Canada. Er wurde 2014 in den Verwaltungsrat der Wiki Education Foundation gewählt.
Sein Buch Learning to Divide the World erhielt Auszeichnungen der American Educational Research Association und der History of Education Society.

## Schriften
- The well-tempered tongue : the politics of Standard English in the High School. Vorwort Edgar Friedenberg. American university studies : Ser. 14 ; 4.  New York : Lang, 1984 ISBN 0-8204-0108-0
- Empire of Words: The Reign of the OED. Princeton, 1994
- Learning to Divide the World: Education at Empire's End. Minnesota, 1998
- Technologies of Knowing. Beacon 2000
- If Only We Knew: Increasing the Public Value of Social Science Research. New York : Routledge, 2000
- The Access Principle: The Case for Open Access to Research and Scholarship. MIT Press, 2006
- The Intellectual Properties of Learning: A Prehistory from Saint Jerome to John Locke. Chicago : UCP, 2018